# 2542 Calpurnia
2542 Calpurnia este un asteroid din centura principală, descoperit pe 11 februarie 1980 de Edward Bowell.